# Bobrowiec (województwo warmińsko-mazurskie)
Bobrowiec (niem. Klein Amtsmühle) – wieś w Polsce położona w województwie warmińsko-mazurskim, w powiecie braniewskim, w gminie Braniewo na trasie linii kolejowej Braniewo-Olsztyn i przy drodze wojewódzkiej nr 507.
Wieś znajduje się w historycznym regionie Warmia. Do 1954 w granicach Braniewa. W latach 1975–1998 miejscowość administracyjnie należała do województwa elbląskiego.

## Historia
Pierwotna nazwa ma pochodzenie staropruskie, od pobliskiego strumienia Biebrza (Behwer). Pierwsza wzmianka pochodzi z 1319 r., gdy majątek i młyn pod Braniewem przejął biskup warmiński. W 1342 r. na utworzenie Nowego Miasta Braniewo biskup Herman z Pragi przekazał całą posiadaną ziemię oprócz 5 łanów i młyna Babernick, nazywanego później Małym Młynem Miejskim (Klein Amtsmühle). W 1820 r. był to dziedziczny młyn zamieszkiwany przez 13 osób, podległy pod parafię katolicką w Braniewie. W 1861 r. w 3 budynkach mieszkało 36 osób. W 1905 r. osada liczyła 29 osób, należała do urzędu stanu cywilnego Szylenach i parafii ewangelickiej w Braniewie. Miejscowość zdobyta przez wojsko sowieckie w dniu 19.03.1945 r. Polskie powojenne nieoficjalne nazwy to: Biebrzański Młyn, Młynówka. Nazwa urzędowa Bobrowiec została nadana w dniu 1.10.1948 r.